# Wolseley 4/50
La Wolseley 4/50 et la similaire 6/80 furent les premières automobiles de Wolseley Motors de l'après-guerre. Elles furent mises en production en 1948 et étaient basées sur la Morris Oxford MO et la Morris Six MS respectivement. La 4/50 4-cylindres utilisait un moteur 1 476 cm3 donnant 50 ch (37 kW) et la 6/80 utilisait un six-cylindres en ligne de 2 215 cm3 de 72 ch (54 kW) simple arbre à cames en tête.
Les voitures avaient une extrémité arrière Morris et une calandre Wolseley en position verticale, et ont été largement utilisées par la police à l'époque, la 6/80 en particulier.

Ces modèles furent construits à l'usine Morris de Cowley en parallèle à la Morris "Oxford". Ils ont été remplacés en 1953 et 1954 par les Wolseley 4/44 et 6/90.

## Wolseley 4/50
Une 4/50 testée par le magazine britannique The Motor en 1950 avait une vitesse de pointe de 113,8 km/h et put accélérer de 0 à 97 km/h en 30,3 secondes.  Les volumes de ventes n'étaient que d'un tiers de ceux de la voiture à six cylindres de la fratrie. En effet, la voiture était considérée comme lourde et une "bonne utilisation de l'excellente boîte de vitesses" était nécessaire pour maintenir une moyenne acceptable. La Wolseley 4/50 était plus haut de gamme et plus chère que la Morris Oxford MO. Le moteur était une version 4 cylindres de la 6/80. Les pistons et les portes étaient parties communes utilisées dans cette gamme de voitures. Le style du nez la distingue du long et élégant capot de la 6/80.

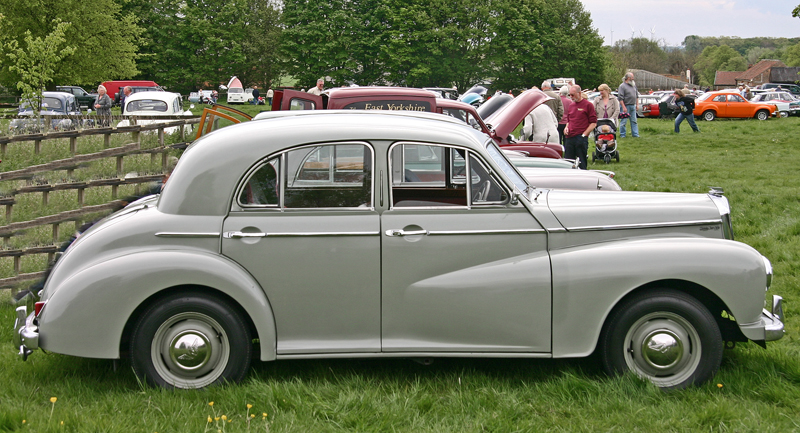
Wolseley 4/50 - côté
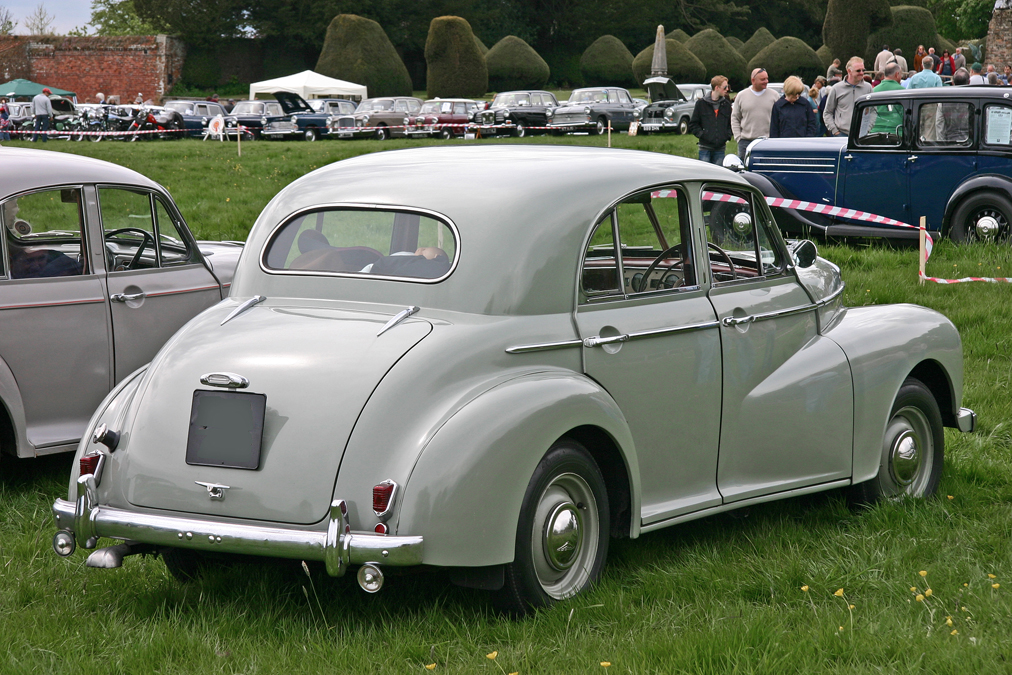
Wolseley 4/50 - arrière

## Wolseley 6/80
Pour accueillir le plus grand moteur six cylindres, la 6/80 est 180 mm plus longue que la 4/50. Elle a aussi de plus grands tambours de freins de 250 mm, comparés aux 225 mm de la 4/50.
Une 6/80 testée par le magazine britannique The Motor en 1951 avait une vitesse de pointe de 137 km/h et pouvait atteindre 97 km/h en 21,4 secondes. La voiture a consommé une moyenne de treize litres aux cent pendant l'essai et coûtait 767 £ taxes comprises.
Un autre essai routier effectué par le magazine Autocar d'une voiture similaire enregistra une vitesse de pointe de 126,3 km/h et une accélération moins bonne, un jour de grand vent, deux ans plus tôt. Les essayeurs notèrent que "Conformément à la politique [du fabricant] qui la recommande beaucoup à un automobiliste exigeant, la Wolseley a un niveau assez élevé." qui la rend apte au voyage relaxant à de bonnes vitesses (pour l'époque), mais un style de conduite plus urgent requiert un usage extensif de la boîte de vitesses. L'équipement standard comprend un chauffage, un store de lunette arrière et "deux lampes de plafond au compartiment arrière".
Une revue du marché des voitures d'occasion, publié en Angleterre en 1960, observa que "même le plus jeune membre de la famille" reconnaît le Wolseley 6/80 comme la "voiture des Flics" vue à la télévision et dans les rues. On estima que la voiture offrait un bon rapport poids-puissance en combinaison avec une suspension et une direction suffisantes.

### Galerie

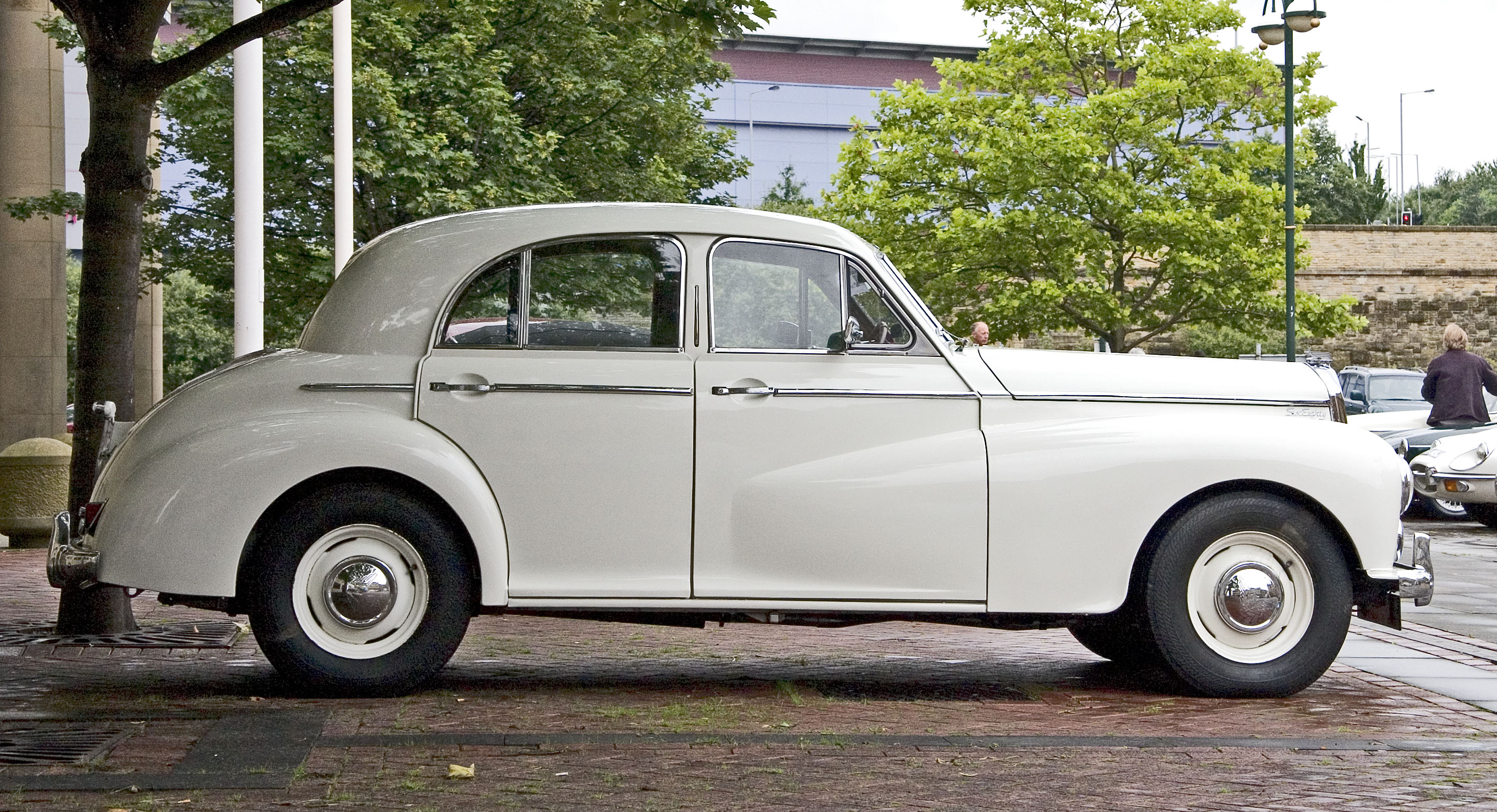
Wolseley 6/80 côté
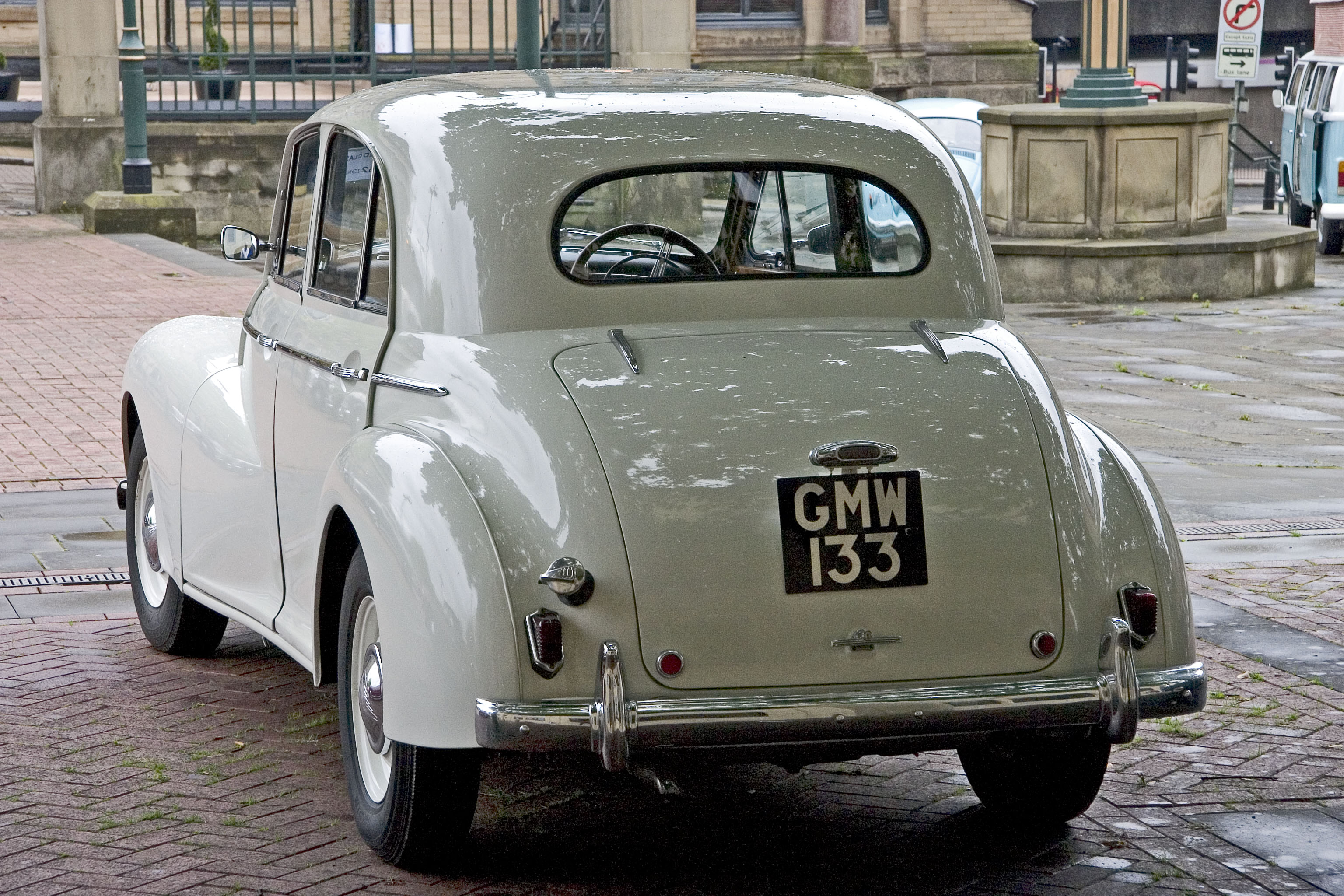
Wolseley 6/80 - arrière
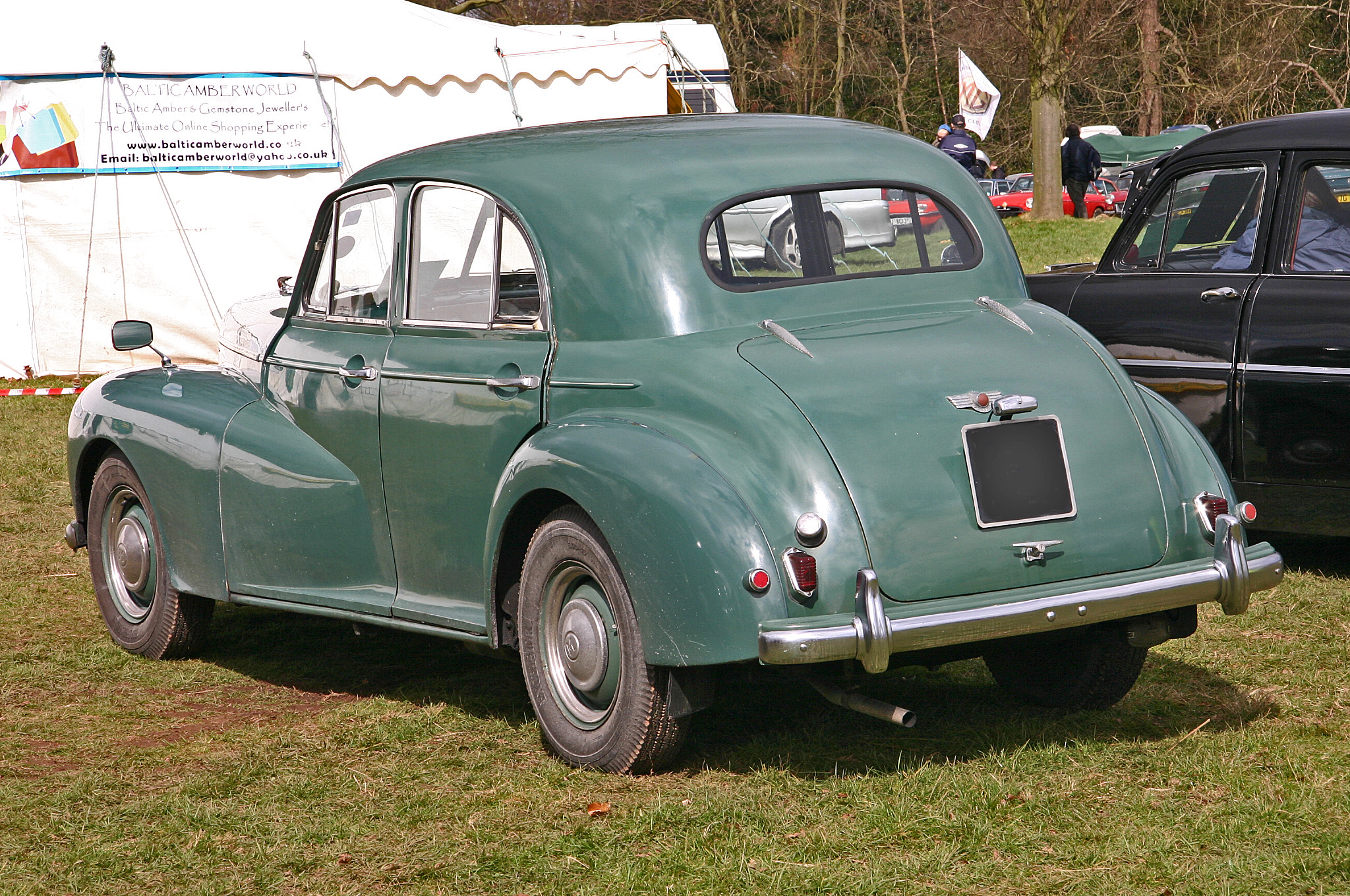
Morris 6